# Рио-Куарто
Рио-Куа́рто (исп. Río Cuarto, также известна под индейским названием Чоканчарава (Chocancharava)) — река в Южной Америке. Протекает по южной части провинции Кордова в Аргентине.
Река берёт своё начало в южной части гор Кордовы, при слиянии рек Пьедрас-Бланкас и Барранкас. Общая протяжённость реки составляет около 400 км. На реке расположен одноимённый город. Протекает в юго-западном направлении. В нижнем течении, после болот Рио-Саладильо, река называется Саладильо. Сливается с рекой Рио-Терсеро, образуя реку Каркаранья, приток Параны. Имеет ряд крупных притоков.
Название Чоканчарава происходит от языка индейцев керанди. Первоначальное название реки точно неизвестно, есть предположения, что она звучала как Чеканчарауа, Чеканчарагва, или Кончанчарава. С XVIII века река называлась Рио-Кварто (исп. Río Cuarto — четвертая река), поскольку она является четвертой по счету с севера на юг крупной рекой провинции Кордова. Название Рио-Кварто получил также крупнейший город, который расположен на реке и департамент вокруг него. Это название использовалось для реки до 1980-х годов, когда было решено вернуть реке ее первоначальное название.